# The Specials
The Specials sau The Special AKA este o formație britanică de 2 Tone/ska/New Wave formată în anul 1977 în Coventry.